# Russia-Japan Cable Network
Russia-Japan Cable Network（RJCN）は、日本とロシアをつなぐ約900キロメートルの海底ケーブルである。KDDIとロステレコムが共同運用する。日本海を横断する唯一の日露間のケーブルである。2006年12月にKDDIとロステレコムが建設保守協定締結を結び、2008年9月6日から運用を開始した。
日本側は新潟県上越市直江津のKDDI直江津海底線中継所から、ロシア側はプリモルスキー地方のナホトカが中継地として繋がっている。
運用開始時は640Gbpsの回線容量だったが、2012年1月までに容量拡張した。